# 多明尼加獨立戰爭
多明尼加獨立戰爭（英語：Dominican War of Independence）是1844年多明尼加人民宣布獨立後，為脫離海地統治展開的獨立戰爭，1844至1856年間，獨立的多明尼加不斷遭到海地的侵擾，直到1856年獨立戰爭才以多明尼加的勝利而告終。

## 背景
1493年哥倫布第二次航行時，在伊斯帕尼奧拉島建拉伊莎貝拉城（英語：La Isabela），多明尼加從此成為西班牙殖民地。
1795年，法國和西班牙簽訂巴塞爾和約，西班牙把西班牙島（伊斯帕尼奧拉島的別稱）聖多明哥東部讓給法國，使西班牙島完全成為法國殖民地。六年後，海地黑人杜桑·盧維杜爾帶領著其他黑人奴隸群起反抗法國統治，並在1801年奪下法國才統治不久的聖多明哥，進而統一了整個西班牙島。
1802年拿破崙派軍重新佔領該島嶼，並統治了幾個月。同年10月，島上人民起義反抗法國的統治，並於1803年將法軍擊退。1804年，反抗軍宣布聖多明哥獨立，建立海地共和國。不過法軍仍佔有著聖多明哥東邊。法軍於1808年侵略西班牙的同時，島上聖多明哥東部地區的反抗軍受到當時與西班牙同盟的英國和海地的援助，擊退法軍，聖多明哥重新成為西班牙殖民地。
1821年，聖多明哥在前任總督José Núñez de Cáceres將軍的領導下宣告建國，命名為西班牙海地（多明尼加的前身）。隔年2月，海地總統布瓦耶（Jean-Pierre Boyer）率軍佔領西班牙海地，再次完成全島統一，建立統一的伊斯帕尼奧拉島政權，統治當地22年之久（1822-1844年）。布瓦耶沒收白人的土地，解放當地的奴隸，並強迫多明尼加人民從軍，但許多多明尼加籍軍人因海地政府時常未發軍餉，而搶奪平民財產，導致經濟停滯。原本被解放的多明尼加人民，開始反抗海地的統治。